# وب‌جی‌ال
وب‌جی‌ال (انگلیسی: WebGL) یک رابط برنامه‌نویسی جاوااسکریپت برای رندر گرافیک سه‌بعدی درون هر مرورگر وب سازگار بدون استفاده از افزایه است.